# Tony Todd
Anthony Tiran Todd (Washington D.C., 4 de dezembro de 1954 — Los Angeles, 6 de novembro de 2024) foi um ator norte-americano conhecido por sua interpretação do assassino sobrenatural Candyman na franquia de filme de terror iniciada com o filme O Mistério de Candyman (1992) e por sua interpretação como William Bludworth na franquia Final Destination (2000), e por ser a voz de "The Fallen" no filme Transformers: A Vingança dos Derrotados (2009).

## Vida pessoal
Tony Todd começou a estudar interpretação no inicio da sua carreira, durante vários anos, sempre com ajuda de bolsas de estudo, frequentou aulas tanto na Universidade de Connecticut, quanto em institutos e conservatórios como o de Stamford.
Ele participou de dezenas de montagem de clássicos e muitas peças amadoras e ainda ensinava, dramaturgia para estudantes do ensino médio de uma escola pública.

## Carreira

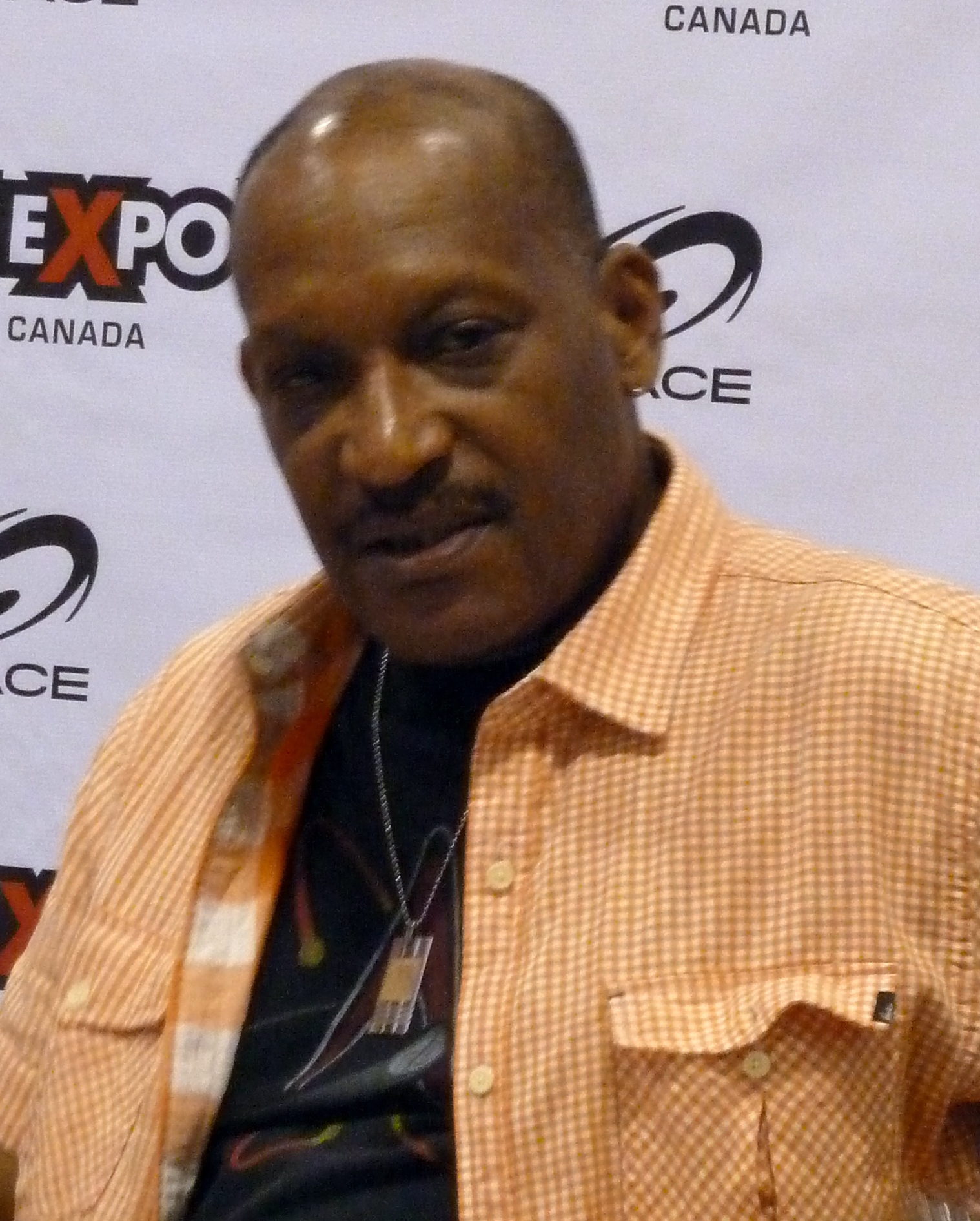
Todd em 2012

Tony Todd apareceu em filmes no cinema e televisão, participou de filmes de terror como a refilmagem de A Noite dos Mortos Vivos (1990), onde ganhou o seu primeiro papel de protagonista, e o primeiro filme da franquia O Corvo (1994). Ele, é mais conhecido por sua interpretação como o vilão na série O Mistério de Candyman, iniciada em 1992 e baseada em história do famoso escritor de livros e diretor de filmes de terror Clive Barker.
Apareceu em todas as sequências da série "Star Trek TV", onde desempenhou três personagens, ele interpretou o Klingon Kurn, irmão de Worf em "Star Trek: The Next Generation", um ser humano em "Star Trek: Deep Space Nine", e um caçador Hirogen em "Star Trek: Voyager".
Tony Todd, fez o papel do misterioso William Bludworth, nos dois primeiros filmes da franquia Final Destination (2000), um agente funerário que sabe detalhes da morte. Teve participação no filme Final Destination 2 (2003), a exemplo também do filme original. Chegou a estar cotado para repetir o papel no filme Final Destination 3 (2006), mas seu personagem acabou sendo retirado da trama. No entanto, o ator emprestou sua voz para dublar o diabo que fica na entrada da montanha russa. Ele também foi o locutor do metrô anunciando “Esse é o final da linha”.[carece de fontes?] Em 2011, Tony Todd retornou em Final Destination 5 (2011) como William Bludworth. Fez sua ultima aparicão em Final Destination: Bloodlines,  que prestou homenagem ao ator que faleceu em novembro de 2024 após gravar sua última cena como William Bludworth. Na cena final, o personagem aborda a própria mortalidade, servindo como uma despedida simbólica do ator para os fãs.
Tony Todd faleceu em 6 de novembro de 2024, aos 69 anos, em sua residência em Marina del Rey, Califórnia, devido a um câncer no estômago.  

## Prêmios e indicações
| Ano  | Prêmio                       | Categoria                     | Obra         | Resultado | Ref.  |
| ---- | ---------------------------- | ----------------------------- | ------------ | --------- | ----- |
| 1993 | Fangoria Chainsaw Awards     | Melhor Ator                   | Candyman     | Indicado  | [ 3 ] |
| 2022 | Critics' Choice Awards       | Melhor Vilão em Cinema        | Candyman     | Indicado  | [ 4 ] |
| 2024 | British Academy Games Awards | Melhor Intérprete Coadjuvante | Spider-Man 2 | Indicado  | [ 5 ] |

## Filmografia
- 2025 - Final Destination: Bloodlines, como William Bludworth
- 2021 - A Lenda de Candyman, retorna como Candyman
- 2016 - Grito de Pânico, como Detetive Johnson
- 2015 - Frankenstein, como Eddie
- 2011 - Night of the Living Dead, como Ben (voz)
- 2011 - Final Destination 5, como William Bludworth
- 2010 - Terror no Pântano 2, como Reverendo Zombie
- 2009 - Transformers: A Vingança dos Derrotados, como The Fallen (voz)
- 2008 - 24 Horas: A Redenção (telefilme), como General Benjamin Juma
- 2007 - O Homem da Terra, como Dan
- 2006 - Estranho Caso de Dr. Jekyll e Mr. Hyde, como Dr. Jekyll / Mr. Dr. Jekyll
- 2006 - Terror no Pântano, como Reverendo Zombie
- 2006 - Final Destination 3, como o Diabo da montanha-russa (voz)
- 2004 - Estripador de Las Vegas (Murder-Set-Pieces)
- 2003 - Final Destination 2, como William Bludworth
- 2003 - Controle da Mente (telefilme)
- 2000 - Final Destination, como William Bludworth
- 1999 - Candyman - Dia dos Mortos (Candyman 3: Day of the Dead)
- 1998 - O Show de Truman - O Show da Vida (The Truman Show)
- 1998 - Jogo Bruto
- 1997 - O Mestre Dos Desejos (Wishmaster), como Johnny Valentine
- 1996 - A Rocha, como Capitão Darrow
- 1995 - Candyman 2 - A Vingança (Candyman: Farewell to the Flesh)
- 1994 - O Corvo
- 1993 - Força Bruta
- 1992 - O Mistério de Candyman (Candyman)
- 1990 - A Noite dos Mortos Vivos, como Ben
- 1989 - Meu Mestre, Minha Vida (Lean on Me), como Senhor William Wright
- 1988 - As Cores da Violência, como Veterano do Vietnã
- 1988 - Bird, como Frog
- 1987 - Nunca Te Vi, Sempre Te Amei, como Operário na demolição
- 1987 - Território Inimigo
- 1986 - Platoon, como Warren

## Resumo das Séries de TV
- 24 Horas - como General Benjamin Juma e Detetive Michael Norris
- (2007 - 2011) - Chuck, como Diretor da CIA Graham
- 2006 - “Mestres do Terror” (Masters of Horror), como A Besta
- (2005 - 2006) - Stargate SG-1, como Lord Haikon
- 2002 - CSI: Miami, como sargento Marcus Cawdrey
- 2001 - Smallville, como Earl Jenkins
- 1998 - Star Trek: Voyager, como Alpha Hirogen
- (1995 - 1996) - Star Trek: Deep Space Nine, como Jake Sisko Adulto e Kurn
- 1994 - Law & Order, como Reverendo Ott
- (1990 - 1991) - Star Trek: The Next Generation , como Kurn
- 1989 - MacGyver, como Zimba
- 2015 - The Flash (2014), como Zoom (voz)

## Vídeo Games
- 24: The Game (Video Game), Sid Wilson (voz)
- Transformers: War for Cybertron 2 (Video Game), The Fallen (voz)
- Dota 2: Dragon Knight (voz), Night Stalker (voz), Viper (voz)
- Call of Duty: Black OPS II (Video Game), Almirante Briggs (voz e personagem)